# Confident (album)
Confident (tạm dịch: Tự tin) là album phòng thu thứ năm của nghệ sĩ thu âm người Mỹ Demi Lovato. Nó được phát hành vào ngày 16 tháng 10 năm 2015 bởi Hollywood, Island và Safehouse Records. Album có sự xuất hiện của rapper người Úc Iggy Azalea và rapper người Mỹ Sirah trong vai trò nghệ sĩ khách mời. Trong album lần này, Demi đồng sáng tác gần như tất cả các bài hát. Cô cũng làm việc với các nhạc sĩ và nhà sản xuất khác như Max Martin, Ryan Tedder, Steve Mac, Stargate và nhiều cái tên khác.
"Confident" nhận được những phản hồi tích cực từ các nhà phê bình âm nhạc, họ đã khen ngợi chủ đề chính của album. Đĩa đơn mở đường cho album, "Cool for the Summer", được phát hành vào ngày 1 tháng 7 năm 2015 đã vươn đến vị trí thứ #11 trên bảng xếp hạng Billboard Hot 100 và được chứng nhận đĩa bạch kim đôi. Đĩa đơn thứ hai cùng tên với album được phát hành vào ngày 18 tháng 9 năm 2015, gặt hái được nhiều thành công nhất định. Trong năm 2016, Demi phát hành đĩa đơn thứ ba và cũng là đĩa đơn cuối cùng trích từ album, "Stone Cold". Đĩa đơn này không mang về nhiều thành công như hai đĩa đơn trước, khi mà nó không đủ điểm để lọt vào Billboard Hot 100. Về mặt thương mại, "Confident" mang về cho Demi nhiều thành công khi ra mắt ở vị trí thứ #2 trên bảng xếp hạng Billboard 200, bán được khoảng 98.000 bản trong tuần đầu (77.000 bản thuần). Ở Vương quốc Anh, album ra mắt ở vị trí thứ #6. Để quảng bá cho album, Demi đã tổ chức chuyến lưu diễn Future Now Tour cùng với Nick Jonas.
"Confident" đã được đề cử cho hạng mục Giải Grammy cho Album giọng pop xuất sắc nhất tại Lễ trao giải Grammy lần thứ 59.

## Danh sách bài hát
| Confident - phiên bản thường | Confident - phiên bản thường              | Confident - phiên bản thường                                         | Confident - phiên bản thường   | Confident - phiên bản thường |
| STT                          | Nhan đề                                   | Sáng tác                                                             | Sản xuất                       | Thời lượng                   |
| ---------------------------- | ----------------------------------------- | -------------------------------------------------------------------- | ------------------------------ | ---------------------------- |
| 1.                           | "Confident"                               | Demi Lovato Max Martin Savan Kotecha Ilya Salmanzadeh                | Martin Ilya                    | 3:25                         |
| 2.                           | "Cool for the Summer"                     | Lovato Kotecha Martin Alexander Kronlund Ali Payami                  | Martin Payami                  | 3:34                         |
| 3.                           | "Old Ways"                                | Olivia Waithe Jason Evigan Scott Hoffman                             | Evigan Babydaddy Mitch Allan   | 3:24                         |
| 4.                           | "For You"                                 | Johan Carlsson Dalton Grant Susan Catanzaro                          | Carlsson Payami Peter Carlsson | 3:41                         |
| 5.                           | "Stone Cold"                              | Lovato Laleh Pourkarim Gustaf Thörn                                  | Pourkarim                      | 3:11                         |
| 6.                           | "Kingdom Come" (hợp tác cùng Iggy Azalea) | Lovato Julia Michaels Steve Mac Amethyst Amelia Kelly                | Mac                            | 4:04                         |
| 7.                           | "Waitin for You" (hợp tác cùng Sirah)     | Lovato Michaels Evigan Mac Sara Mitchell                             | Evigan Mac Allan [b]           | 3:12                         |
| 8.                           | "Wildfire"                                | Ryan Tedder Nicole Morier Tor Erik Hermansen Mikkel Storleer Eriksen | Stargate Allan                 | 3:19                         |
| 9.                           | "Lionheart"                               | Mac Ina Wroldsen                                                     | Mac                            | 4:04                         |
| 10.                          | "Yes"                                     | Lovato Pourkarim                                                     | Pourkarim Gustaf Thörn         | 3:10                         |
| 11.                          | "Father"                                  | Lovato Pourkarim                                                     | Pourkarim                      | 3:55                         |
| Tổng thời lượng:             | Tổng thời lượng:                          | Tổng thời lượng:                                                     | Tổng thời lượng:               | 38:59                        |

| Confident - phiên bản sang trọng có thêm các bài hát: | Confident - phiên bản sang trọng có thêm các bài hát: | Confident - phiên bản sang trọng có thêm các bài hát: | Confident - phiên bản sang trọng có thêm các bài hát: | Confident - phiên bản sang trọng có thêm các bài hát: |
| STT                                                   | Nhan đề                                               | Sáng tác                                              | Sản xuất                                              | Thời lượng                                            |
| ----------------------------------------------------- | ----------------------------------------------------- | ----------------------------------------------------- | ----------------------------------------------------- | ----------------------------------------------------- |
| 12.                                                   | "Stars"                                               | Lovato Rami Yacoub Carl Falk Kotecha Kronlund         | Falk Rami                                             | 3:08                                                  |
| 13.                                                   | "Mr. Hughes"                                          | Lovato J. Carlsson                                    | J. Carlsson Ilya P. Carlsson                          | 3:41                                                  |
| 14.                                                   | "Cool for the Summer (Jump Smokers Remix)"            | Lovato Kotecha Martin Kronlund Payami                 | Payami Martin Jump Smokers                            | 4:25                                                  |
| 15.                                                   | "Cool for the Summer (Suraci Remix)"                  | Lovato Kotecha Martin Kronlund Payami                 | Payami Martin Suraci                                  | 4:45                                                  |
| Tổng thời lượng:                                      | Tổng thời lượng:                                      | Tổng thời lượng:                                      | Tổng thời lượng:                                      | 54:58                                                 |

## Bảng xếp hạng
| Bảng xếp hạng (2015–16)             | Vị trí cao nhất |
| ----------------------------------- | --------------- |
| Album Argentina (CAPIF)             | 10              |
| Album Úc (ARIA)                     | 3               |
| Album Áo (Ö3 Austria)               | 19              |
| Album Bỉ (Ultratop Vlaanderen)      | 3               |
| Album Bỉ (Ultratop Wallonie)        | 19              |
| Brazilian Albums (ABPD)             | 2               |
| Album Canada (Billboard)            | 1               |
| Album Cộng hòa Séc (ČNS IFPI)       | 16              |
| Album Đan Mạch (Hitlisten)          | 23              |
| Album Hà Lan (Album Top 100)        | 4               |
| Album Pháp (SNEP)                   | 22              |
| German Albums (Offizielle Top 100)  | 23              |
| Album Hy Lạp (IFPI)                 | 5               |
| Album Ireland (IRMA)                | 3               |
| Album Ý (FIMI)                      | 7               |
| Album México (Top 100 Mexico)       | 4               |
| Album New Zealand (RMNZ)            | 2               |
| Album Na Uy (VG-lista)              | 8               |
| Album Bồ Đào Nha (AFP)              | 6               |
| Album Scotland (OCC)                | 2               |
| Album Tây Ban Nha (PROMUSICAE)      | 4               |
| Album Thụy Điển (Sverigetopplistan) | 12              |
| Album Thụy Sĩ (Schweizer Hitparade) | 13              |
| Album Anh Quốc (OCC)                | 6               |
| Album Hoa Kỳ Billboard 200          | 2               |

| Bảng xếp hạng (2015)   | Vị trí |
| ---------------------- | ------ |
| Brazilian Albums Chart | 14     |
| Bảng xếp hạng (2016)   | Vị trí |
| US Billboard 200       | 100    |

## Chứng nhận
| Quốc gia | Chứng nhận  | Số đơn vị/doanh số chứng nhận |
| --- | ----------- | ----------------------------- |
| Brasil (Pro-Música Brasil) | 2× Platinum | 80.000*                       |
| Hoa Kỳ (RIAA) | Gold        | 211,000‡                      |
| * Chứng nhận dựa theo doanh số tiêu thụ. ^ Chứng nhận dựa theo doanh số nhập hàng. ‡ Chứng nhận dựa theo doanh số tiêu thụ và phát trực tuyến. |             |                               |